# Apamea contenta
Apamea contenta là một loài bướm đêm trong họ Noctuidae.